# Songs from The Capeman
Songs from The Capeman är Paul Simons nionde soloalbum, utgivet den 18 november 1997. Albumet är producerat av Paul Simon och Roy Halee.
Albumet innehåller Simons versioner av knappt hälften av de låtar han skrev till Broadwaymusikalen The Capeman. The Capeman är baserad på en verklig händelse som inträffade 1959 då Salvador Agron (som var av Puerto Ricansk härkomst) mördade två vita tonåringar i New York. Agron flydde från platsen iklädd en cape och lyckades hålla sig gömd för polisen under några dagar innan han till slut greps och sedermera dömdes till långvarigt fängelsestraff.
Musikalen lades ner efter bara 68 föreställningar (+ 59 förhandsvisningar innan premiären) den 28 mars 1998. Simon och övriga investerare förlorade sammanlagd 11 miljoner dollar. Själva musikalen finns också inspelad med de artister som var med i Broadway-uppsättningen, men än så länge har denna bara givits ut på Itunes och inte på CD.
Huvudrollerna spelades av Rubén Blades (som den äldre Salvador Agron), Marc Anthony (som den yngre Agron) och Ednita Nazario som Agrons mamma. Dessa medverkar också på detta albumet (se låtlistan nedan).
Albumet nådde Billboardlistans 42:a plats.

## Låtlista
Musiken till samtliga låtar skrivna av Paul Simon, texten har Simon skrivit ihop med Derek Walcott.
1. "Adios Hermanos" - 4:42
2. "Born in Puerto Rico" - 4:54
3. "Satin Summer Nights" - 5:46 (sång av Simon & Marc Anthony)
4. "Bernadette" - 3:28
5. "The Vampires" - 5:06
6. "Quality" - 4:10
7. "Can I Forgive Him" - 6:02
8. "Sunday Afternoon" - 3:25 (sång av Ednita Nazario)
9. "Killer Wants to Go to College" - 1:51
10. "Time Is an Ocean" - 5:24 (sång av Simon, Marc Anthony och Ruben Blades)
11. "Virgil" - 2:50
12. "Killer Wants to Go to College, No. 2" - 2:10
13. "Trailways Bus" - 5:15
14. Shoplifting Clothes"
15. Born In Puerto Rico" (sång av José Feliciano)
16. Can I Forgive Him" (demo)

14-16 är bonusspår på den remastrade CD-utgåvan från juli 2004